# Emanuel Geibel
Emanuel Geibel (Lübeck, 17. listopada 1815. – Lübeck, 6. travnja 1884.), njemački književnik.
Posredstvom Maksimilliana II., neko vrijeme bio je vođa sjevernonjemačkoga pjesničkog kruga. Bio je oduševljeni pristaša Bismarcka te je stekao glas "Reichsharolda". Bio je klasicistički epigon, a važan je kao prevoditelj romanske i antičke poezije.

## Djela
- "Pjesme",
- "Brunhilda",
- "Glasnikovi glasi".